# پرویز کلانتری
پرویز کلانتری (زادهٔ ۱ فروردین ۱۳۱۰ زنجان – درگذشتهٔ ۳۱ اردیبهشت‌ماه ۱۳۹۵) نقاش، طراح، نویسنده، تصویرگر و روزنامه‌نگار معاصر ایرانی و از نقاشانِ مطرح نوگرای ایران بود. بسیاری از نقاشی‌های آشنا برای کودکان دبستانی –به‌ویژه در کتاب‌های نظام قدیم آموزش و پرورش– همچون «روباه و خروس»، «چوپان دروغگو»، «حسنک کجایی؟»، «مرغابی‌ها و لاک‌پشت» و «روباه و زاغ» از آثار او بودند.
او برادر ایرج کلانتری، مهندس معمار و شهرساز ایرانی بود.

## زندگی
پرویز کلانتری در شنبه روز نخست فروردین ۱۳۱۰ در زنجان زاده شد. پدر و مادرش از اهالی طالقان بودند اما به دلیل حرفه پدر سال‌ها در زنجان اقامت داشتند. پرویز نیز در زنجان متولد شد و تا سه سالگی در آن شهر زندگی کرد. وی از کودکی علاقهٔ خود را به رنگ‌ها نشان داد و به گفتهٔ خودش از کودکی با خط خطی کردن دیوار همسایه‌ها کشیدن نقاشی انتزاعی را تمرین می‌کرد. پدرش کارمند اداره راه و مادرش خانه‌دار بود. دوران تحصیل را در دبستان علامه و دبیرستان شرف تهران گذراند. کلانتری در سال ۱۳۳۰ وارد دانشکدهٔ هنرهای زیبای تهران شد و در سال ۱۳۳۸ در رشتهٔ هنرهای تجسمی دانش‌آموخته شد. آشنایی او با همایون صنعتی‌زاده موجب راهیابی او به مؤسسهٔ انتشاراتی فرانکلین ناشر کتاب‌های درسی و نشریهٔ پیک گشت. به این ترتیب به تصویرگری کتاب‌های درسی روی آورد.

کلانتری در سال ۱۳۳۴ به استخدام سازمان برنامه و بودجه درآمد و تا سال ۱۳۴۷ که به کانون پرورش فکری کودکان و نوجوانان منتقل شد، در آن سازمان فعالیت داشت.

### درگذشت
کلانتری در جمعه ۳۱ اردیبهشت ماه ۱۳۹۵ پس از تحمل مدت طولانی بیماری درگذشت.

## فعالیت‌ها
کلانتری در مراکز هنری از جمله دانشکدهٔ هنرهای زیبای تهران و کالج هنری کودکان در کالیفرنیا کار کرد و مدتی نیز مدیر کانون پرورش فکری کودکان و نوجوانان در تهران بود. وی نمایشگاه‌های گروهی و انفرادی بسیاری در داخل و خارج از ایران برگزار کرد. یک اثر از آثار این نقاش برجسته، در فهرست تمبرهای ویژه سازمان ملل به چاپ رسیده‌است. هم چنین تابلوی مشهور شهر ایرانی از نگاه نقاش ایرانی او در مقر سازمان ملل در نایروبی قرار دارد.
از سال ۱۳۵۳ با شروع نقاشی‌های کاهگلی، دورهٔ تازه‌ای را در زندگی هنری خود آغاز کرد که تا امروز آن را ادامه داده‌است. تابلوهای او جلوه‌ای ملموس از زندگی مردمان کویر و ساحل را در خود دارد. او بیش‌تر با تابلوهای کاهگلیش شناخته می‌شود و حتی بسیاری او را پایه‌گذار سبک کاهگلی می‌دانند اما به گفتهٔ خودش پیش از او مارکو گریگوریان اولین کسی بود که این کار را کرد، هرچند شیوهٔ کلانتری برخلاف گریگوریان که کاملاً انتزاعی و مدرن بود، ملایم تر و طبیعی تر است. وی می‌گوید «من نقاش مناظر خاک آلود مملکتم هستم» به همین دلیل است که او در بیش تر کارهایش فضاها و نمادهای روستایی و بومی را تصویر می‌کرد. وی هم‌چنین از هنرمندان بنام مکتب سقاخانه بود.
او به نویسندگی و روزنامه‌نگاری نیز پرداخت و چند مجموعه داستان منتشر کرد، کتاب‌های "ولی افتاد مشکل ها"،"چهار روایت" و "نیچه نه، فقط بگو مشد اسماعیل" ازجمله آثار اوست. از وی هم چنین مقالات هنری متعددی از این هنرمند در خصوص ارتباط هنر و هنرمند ایرانی، در نشریات ایرانی منتشر شده‌است.

## نمایشگاه
انفرادی
- ۱۳۳۰ گالری استتیک
- ۱۳۴۰ دانشکده هنرهای زیبا تهران
- ۱۳۴۹ دانشکده هنرهای زیبا تهران
- ۱۳۵۱ گالری سیحون، تهران
- ۱۳۵۲ موزه کرمان
- ۱۳۵۴ گالری سیحون، تهران
- ۱۳۶۶ گالری کتاب سرا، تهران
- ۱۳۶۹ گالری کتاب سرا، تهران
- ۱۳۷۰ گالری کلاسیک اصفهان
- ۱۳۷۰ گالری هوریان، کالیفرنیا
- ۱۳۷۱ گالری پاریز، رفسنجان
- ۱۳۸۹ گالری ساربان، تهران
- ۱۳۹۱ گالری ساربان، تهران

گروهی
- ۱۳۴۶ نمایشگاه هنر مدرن ایرانی، دانشگاه کلمبیا
- ۱۳۴۹ نمایشگاه «۲۵ سال هنر معاصر ایرانی»، تهران
- ۱۳۵۳ نمایشگاه یاد بود بازیهای آسیایی، تالار قندریز تهران
- ۱۳۵۵ نمایشگاه هنر معاصر ایرانی، تهران
- ۱۳۵۶ نمایشگاه واش آرت، بخش ایرانی، واشینگتن
- ۱۳۶۲ موزه آسیای شرقی، کالیفرنیا
- ۱۳۶۷ گالری واگنر، آلمان
- ۱۳۷۰ تایجان اکسپو، کره جنوبی
- ۱۳۷۲ نمایشگاه لیلات کالا، دهلی نو
- دومین دوسالانه نقاشی تهران
- ۱۳۷۴ سومین دوسالانه نقاشی تهران
- ۱۳۷۵ نمایشگاه گروهی در کالیفرنیا
- ۱۳۷۶ نمایشگاه MK۲، پاریس / چهارمین دوسالانه نقاشی، تهران
- ۱۳۷۷ نمایشگاهی در ساختمان سازمان ملل، نیویورک
- ۱۳۷۸ اولین دوسالانه طراحی تهران
- ۱۳۷۹ گالری آزتک، مادرید
- ۱۳۸۰ نمایشگاه هنر معاصر ایرانی، لندن
- ۱۳۹۳ کاخ موزه نیاوران
- ۱۳۹۳ جشنواره تجسمی فجر